# Слово і Діло (програма)
«Слово і Діло» (інша назва Word & Deed або W & D) — текстовий редактор для ПК під управлінням MS-DOS, створений Олександром Гутніковим. Був популярним на початку 90-х років XX століття, оскільки міг працювати на слабких машинах і добре використовував можливості матричних принтерів. Згодом автором також була випущена версія для Windows, яка зберегла в собі основні риси оригінальної програми.

## Особливості
- Робота в графічному режимі
- Підтримка миші
- WYSIWYG інтерфейс
- Власний русифікатор клавіатури
- Підтримка багатовіконності
- Буфер обміну
- Роботи з таблицями
- Підтримка графіки
- Підтримка лазерних принтерів
- Англійсько-російський словник
- Функції редагування шрифтів
- Перевірка орфографії
- Графічний редактор
- Шифрування тексту
- Підтримка макросів